# Tetraena chrysopteros
Tetraena chrysopteros är en pockenholtsväxtart som först beskrevs av Retief, och fick sitt nu gällande namn av Beier & Thulin. Tetraena chrysopteros ingår i släktet Tetraena och familjen pockenholtsväxter. Inga underarter finns listade i Catalogue of Life.